# Police tribale navajo

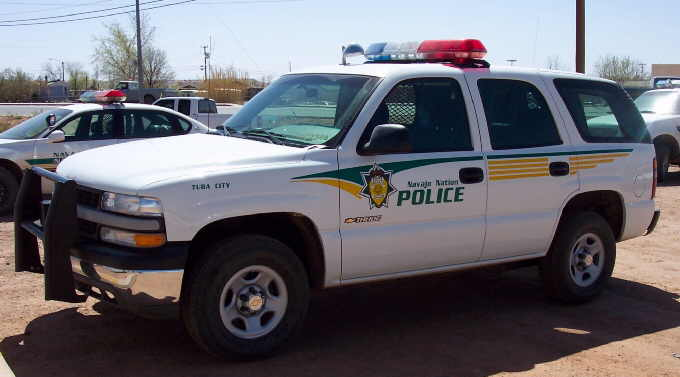
SUV Chevrolet de la police tribale navajo.

La police tribale navajo est chargée des contraventions et délits commis sur le territoire de la réserve navajo, tandis que les crimes sont du ressort du gouvernement fédéral américain, via le FBI. Elle est connue du grand public à travers les polars de Tony Hillerman.

## Effectifs & organisation
La police tribale dispose de :
- 210 agents de police,
- 45 enquêteurs,
- et 269 civils.

### Services de la Police tribale
Elle a réparti ses personnels entre plusieurs divisions :
- Internal Affairs (inspection des services),
- Patrol (policiers en tenue),
- K-9 Unit (chiens policiers),
- Dive Team (réunissant les plongeurs),
- Traffic Unit,
- Fiscal management,
- Recruitment,
- Training.

### Districts de la Police tribale
- Chinle,
- Crownpoint,
- Dilkon,
- Kayenta,
- Shiprock,
- Tuba City,
- et Window Rock.

## Armement des agents et enquêteurs de la Police tribale
En 2013, les policiers navajos sont armés de pistolets semi-automatiques Glock 22 depuis l'an 2000 (ayant succédé au HK P7M13 en service au cours des années 1990). Ils peuvent utiliser aussi des fusils à pompe Remington 870 et/ou des carabines de police type AR-15 adoptés en fonction du milieu rural dans lequel ils doivent intervenir.

## La Tactical Operations Unit
C'est la SWAT Team de la police tribale. Ses personnels sont équipés de chasubles tactiques, de gilets pare-balles et de casques genre PASGT. L'armement est plus important. En plus d'un Glock 22, ses hommes sont dotés de :
- Fusils d'assaut H&K G36,
- Carabines de sniper Remington 700.

## Moyens
La Navajo Nation Police dispose de 200 véhicules parmi lesquels des Chevrolet Tahoe (en versions Special Service Vehicle  et  Police Pursuit Vehicle), des Chevrolet Blazers,  Chevrolet Suburban et  des Jeep Liberty. Elle utilise aussi des Chevrolet Impala, des Ford Crown Victoria  complétés par des motocyclettes  de marque Kawasaki et des VTT.